# ABN AMRO
Pour les articles homonymes, voir ABN et AMRO.
ABN Amro est une banque commerciale et d'investissement néerlandaise qui fait partie de l'indice AEX jusqu'à son rachat le 10 octobre 2007 par un consortium composé des banques Fortis, RBS et Santander. Ce dernier constitue la plus grande acquisition jamais réalisée dans le secteur bancaire avec un montant de 70 milliards d'euros.

## Histoire

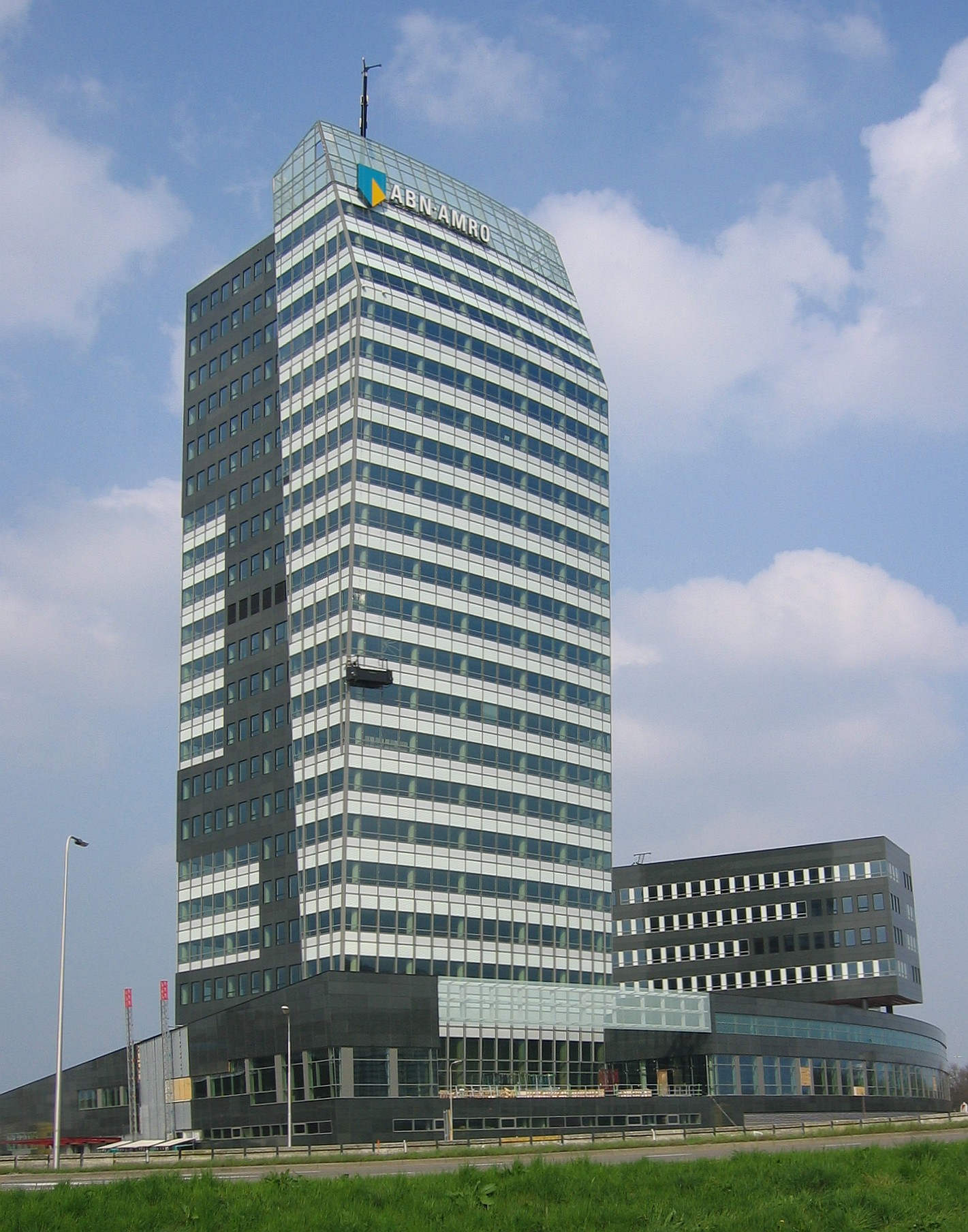
Bureaux de la branche d'assurance dans lIJsseltoren de Zwolle.

ABN reprend les initiales de Algemene Bank Nederland qui signifie « Banque générale des Pays-Bas ». Cette banque existait depuis 1964, née de la fusion de la Nederlandsche Handelmaatschappij (NHM) et de la Twentsche Bank, deux banques néerlandaises créées au XIXe siècle.
AMRO est l'acronyme de Amsterdam et de Rotterdam. L'Amro Bank est aussi née en 1964 d'une fusion entre l'Amsterdamsche Bank et la Rotterdamsche Bank, portant le nom des deux plus grandes villes du pays, Amsterdam et Rotterdam.
C'est en 1991 que ABN et AMRO Bank ont fusionné pour former ABN AMRO, la première banque des Pays-Bas.
Le 2 mars 2007, un homme se faisant passer pour un ancien diamantaire vole à la banque 24 kilos de diamants, soit un butin de 21 millions d'euros.
Le groupe a été acheté le 10 octobre 2007 à la suite d'une OPA hostile des banques Fortis, Royal Bank of Scotland (RBS) et Banco Santander Central Hispano. RBS a récupéré les actifs financiers de la banque et ses implantations aux États-Unis (Excepté LaSalle Bank revendue à Bank of America la même année pour mettre fin à l'OPA), Fortis, le réseau bancaire belge et Santander, la filiale Banco Real au Brésil. Cet épisode a inspiré le livre La proie (De Prooi (nl)) à Jeroen Smit, et une série télévisée du même nom inspirée du livre.
À cause de la piètre qualité de nombreux prêts et de la crise financière de 2008, les trois banques se sont retrouvées en difficulté. Le gouvernement néerlandais de Balkenende a nationalisé le 4 octobre 2008 la branche néerlandaise de Fortis, incluant plusieurs sociétés d'assurance et le réseau bancaire d'ABN AMRO qui opérait sur son territoire. Cette branche est devenue Fortis Netherlands puis est redevenu ABN Amro au moment du rachat des autres actifs de Fortis par BNP Paribas. Au Royaume-Uni, le gouvernement britannique détient une large part de RBS, ce qui en fait de facto une nationalisation.
La banque fait l'objet, depuis plusieurs années, de rumeurs de fusion-acquisition de la part d'un concurrent européen ou américain. Le cours de bourse de la banque est alors sous tension, à la hausse, du fait de divers éléments laissant entendre qu'une opération sur ABN AMRO est proche[source insuffisante].
En novembre 2014, ABN Amro annonce s'alléger de 1 000 postes dans les quatre ans, notamment dans le réseau de vente. Cette réduction de personnel est liée à la transition numérique de la banque de distribution. En novembre 2015, ABN Amro est réintroduit en bourse, après la vente d'une participation de 20 % dans la banque par l'État néerlandais, qui a permis de lever pour l'État 3,3 milliards de dollars. En septembre 2016, un nouveau plan de restructuration annonce la suppression d'environ 1 300 postes, notamment dans les fonctions support et de back-office.
Le 19 avril 2021, la banque annonce devoir s'acquitter d'une amende de 480 millions d'euros auprès de la justice néerlandaise afin de mettre fin à des poursuites pénales pour infraction à la réglementation anti-blanchiment.
En 2022, dans le cadre d'un travail de mémoire, la banque reconnaît le rôle joué par le passé par ses entreprises dans la traite des esclaves. Elle se dit désolée pour « la douleur et les souffrances » causées. Des universitaires de l'Institut international d'histoire sociale ont mis au jour le financement d'une plantation esclavagiste par Hope and Co, une entité d'ABN Amro. Selon le directeur général, Robert Swaak : « ABN Amro a une histoire fière qui remonte à plus de 300 ans. Cependant, nous devons également reconnaître qu'il a également un côté plus sombre. ABN Amro tel qu'elle existe aujourd'hui ne peut annuler cette période de son histoire. Nous sommes conscients que, même si l'esclavage a été aboli, les injustices du passé ont persisté ».
En mai 2024, ABN Amro annonce l'acquisition pour 672 millions d'euros de Hauck Aufhäuser Lampe, une banque privée allemande appartenant à Fosun International.

## Description
Outre les Pays-Bas, ABN Amro détenait de fortes positions dans le centre des États-Unis en banque de détail et au Brésil. Le siège social du groupe se situe dans le quartier Zuidas à Amsterdam.
Par le volume de transactions, ABN Amro est la 11e en Europe et la 20e dans le monde, avec plus de 3 000 agences dans plus de 60 pays.

## Données financières
|                             | 2002    | 2003    | 2004    | 2005   | 2006    |
| Chiffre d'affaires          | 18 280  | 18 793  | 19 793  | 23 215 | 27 641  |
| Résultat d'exploitation     | 4 719   | 5 848   | 6 104   | 6 705  | 6 360   |
| Résultat net part du groupe | 2 267   | 3 161   | 4 109   | 4 443  | 4 780   |
| Effectifs                   | 105 000 | 105 439 | 105 918 | 98 080 | 135 378 |